# 샹청구 (장저우시)

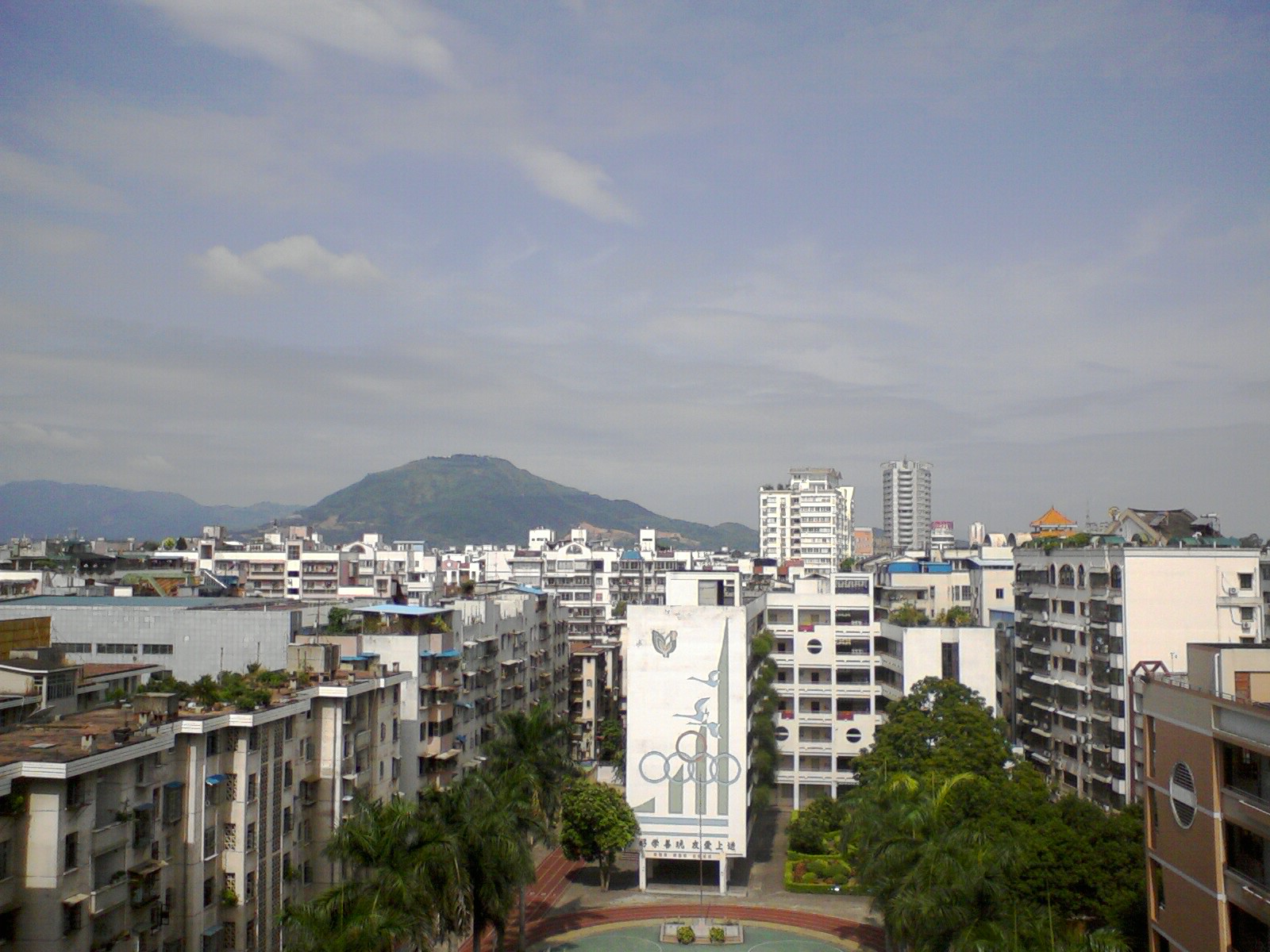

샹청구(한국어: 향성구, 중국어: 芗城区, 병음: Xiāngchéng Qū)는 중화인민공화국 푸젠성 장저우시의 현급 행정구역이다. 넓이는 253km2이고, 인구는 2007년 기준으로 420,000명이다.

## 행정 구역
6개 가도, 4개 진을 관할한다.
- 가도: 东铺头街道, 西桥街道, 新桥街道, 巷口街道, 南坑街道, 通北街道.
- 진: 浦南镇, 天宝镇, 芝山镇, 石亭镇.